# Chevrolet National
La Serie AB National (o semplicemente National) è stata un'autovettura compact prodotta dalla Chevrolet (del gruppo General Motors) nel 1928.

## Descrizione e storia
Questa autovettura era molto simile al modello Chevrolet Serie AA Capitol. Il passo, rispetto al modello precedente, aumentò di 4 pollici. Di questo modello sono stati venduti 785.199 esemplari.
Il modello era dotato di un motore a quattro cilindri in linea e valvole in testa da 2.802 cm³ di cilindrata che sviluppava 35 CV di potenza. I freni erano meccanici sulle quattro ruote e questa fu una novità per un modello Chevrolet. Il cambio era a tre rapporti e la trazione era posteriore.